# Daniele Macciantelli
Daniele Macciantelli (La Spezia, 26 febbraio 1972 – Genova, 25 settembre 2008) è stato un poliziotto italiano, medaglia d'oro al valor civile.

## Biografia
Macciantelli era un poliziotto in servizio al Reparto prevenzione crimine della Liguria.
Morì alle 23,45 del 25 settembre 2008 all'Ospedale San Martino di Genova, dove era stato ricoverato in seguito alla gravissima ferita da coltello subita poco prima ad opera di uno squilibrato.
il 9 maggio 2009, durante la festa per il 157º Anniversario della fondazione della Polizia di Stato, gli venne conferita la Medaglia d'oro al valor civile alla memoria e la promozione postuma alla qualifica di Vice sovrintendente della Polizia di Stato.